# Taj Mahal (muzikant)
Henry Saint Clair Fredericks (New York, 17 mei 1942), beter bekend als Taj Mahal, is een Amerikaans bluesmuzikant.
Taj Mahal verzorgde voor diverse films de muziek, of schreef er de muziek voor. 
Taj Mahal bracht tussen 1968 en 2008 25 studioalbums uit, waarvan een aantal samen met, of met medewerking van, een aantal andere artiesten.
Jon Oliva, eveneens uit New York, richtte een project op dat Tage Mahal heette. Taj Mahal was het hier niet mee eens maar Oliva besloot geen strijd te voeren, door de band simpelweg Jon Oliva's Pain te noemen. Het eerste album van JOP heet echter wel Tage Mahal.

## Discografie
- 1968 – Taj Mahal
- 1968 – The Natch'l Blues
- 1969 – Giant Step/De Ole Folks at Home
- 1971 – Happy Just to Be Like I Am
- 1972 – Recycling The Blues & Other Related Stuff
- 1972 – Sounder (original soundtrack)
- 1973 – Oooh So Good 'n Blues
- 1974 – Mo' Roots
- 1975 – Music Keeps Me Together
- 1976 – Satisfied 'n' Tickled Too
- 1976 – Music Fuh Ya' (Musica Para Tu)
- 1977 – Brothers
- 1977 – Evolution (The Most Recent)
- 1987 – Taj
- 1988 – Shake Sugaree – Taj Mahal Sings and Plays for Children
- 1991 – Mule Bone
- 1991 – Like Never Before
- 1993 – Dancing the Blues
- 1995 – Mumtaz Mahal (met V.M. Bhatt and N. Ravikiran)
- 1996 – Phantom Blues
- 1997 – Señor Blues
- 1997 – Taj Mahal and the Hula Blues AKA Sacred Island (1998; met The Hula Blues Band)
- 1999 – Kulanjan (met Toumani Diabaté)
- 2001 – Hanapepe Dream (met The Hula Blues Band)
- 2005 – Mkutano Meets the Culture Musical Club of Zanzibar
- 2008 – Maestro
- 2012 – Hidden Treasures of Taj Mahal
- 2014 – Talkin' Christmas (met The Blind Boys of Alabama)
- 2016 – Labor of Love (opgenomen in 1998)
- 2017 – TajMo (met Keb' Mo')
- 2022 -  Get On Board (met Ry Cooder)